# Wet Sand
Pour plus de détails, voir Fiche technique et Distribution.
Wet Sand est un film géorgien réalisé par Elene Naveriani, sorti en 2021. Il s'agit du deuxième long-métrage d'Elene après I am truly a drop of Sun on Earth. Elene Naveriani a co-écrit le scénario avec son frère Sandro. Le film est une co-production suisse et géorgienne. L'avant-première mondiale a lieu le 11 août 2021 au festival du film de Locarno dans la section "Cinéastes du Présent", dans laquelle l'acteur principal du film Gia Agumava obtient le Léopard de la meilleure interprétation masculine.

## Synopsis
Un jour dans un petite village géorgien sur la Mer Noire, Eliko est retrouvé pendu, il s'est suicidé. Sa petite-fille, Moe, revenue de Tbilissi, organise ses funérailles et est confronté à l'homosexualité cachée de celui-ci. La mort d'Eliko et l'arrivée de Moe, vont mettre à mal l'ordre tacite du village, emprégné de traditionalisme et d'homophobie. Les seuls alliés de Moe, dans sa quête pour faire enterrer son grand-père, ce que refusent les villageois, seront Amnon, l'amant secret d'Eliko, et Fleshka, la serveuse du bar locale elle aussi considérée comme ne faisant pas pleinement partie de la communauté locale.

## Fiche technique
- Titre : Wet Sand
- Réalisation : Elene Naveriani
- Scénario : Sandro Naveriani et Elene Naveriani
- Musique : Philippe Ciompi
- Photographie : Agnesh Pakozdi
- Montage : Aurora Vögeli
- Production : Ketie Danelia, Brigitte Hofer et Cornelia Seitler
- Société de production : Maximage, Takes Film, SRF et SRG SSR
- Société de distribution : Stadtkino - Filmverleih (Austria), Salzgeber (Germany), Sister Distribution (Suisse)
- Pays :  Géorgie et  Suisse
- Genre : Drame
- Langue originale : Géorgien
- Durée : 115 minutes
- Dates de sortie : 
  -  Suisse : 1er juin 2022 (Festival international du film de Locarno)

## Distribution
- Bebe Sesitashvili : Moe
- Gia Agumava : Amnon
- Megi Kobaladze : Fleshka
- Giorgi Tsereteli : Alex
- Kakha Kobaladze : Spero
- Eka Chavleishvili : Neli
- Zaal Goguadze : Dato
- Luka Khalvashi : Aka
- Tengo Javakhadze : Eliko
- Guja Karaia : Ginger

## Production
Elene Naveriani a eu des difficultés à caster le film, les acteurs professionnels auditonnés refusant de participer au film en découvrant son contenu ouvertement LGBT, Elene attribuant cela au contexte homophobe en Géorgie, la Pride de Tbilissi ayant été annulé face aux protestations notamment menées par l'Eglise Orthodoxe nationale. C'est finalement un acteur non-professionnel, Gia Agumava, lui même queer et professeur de latin à l'université, qui a accepté de tenir le rôle.

## Accueil

### Festivals et sorties
L'avant-première mondiale du film a lieu le 11 août 2021 au festival du film de Locarno dans la section "Cinéastes du Présent", dans laquelle l'acteur principal du film Gia Agumava obtient le Léopard de la meilleure interprétation masculine. Le film obtient par ailleurs le Prix de Soleure aux Solothurner Filmtage 2022 et est nommé comme meilleur film de fiction aux Swiss Film Awards 2022.

### Critiques
Le film obtient une note moyenne de 3,7/5 sur le site de critique participatif Letterboxd. Sur le site français Allociné, il obtient une moyenne de 3,3/5 pour 11 critiques.
Malik Berkati, pour J-Mag qualifie le film de "véritable manifeste humaniste qui transcende la thématique LGBTIQ+, servi par de formidables actrices et acteurs, la photographie d’Agnesh Pakozdi, aux cadrages classiques, qui sublime les intérieurs sans âge ainsi que les paysages âpres des rivages de la mer Noire, et un design sonore sensationniste".

## Distinctions
Le film a été nommé au Prix du cinéma suisse du meilleur film et a reçu le prix du meilleur film au festival Queer Lisboa en 2022.